# Mile Isaković
Mile Isaković (serbisch-kyrillisch Миле Исаковић, * 17. Januar 1958 in Šabac) ist ein serbischer Handballtrainer und Direktor des serbischen Handballvereins Metaloplastika Šabac. Der frühere Handballspieler gilt als einer der besten Linksaußen der Geschichte und war Teil der Jahrhundertmannschaft von Metaloplastika Šabac.

## Karriere
Der 1,86 m große und 78 kg schwere Rechtshänder begann in seiner Heimatstadt bei Metaloplastika Šabac mit dem Handballspiel. Während er Ende der 1970er Jahre noch RK Partizan Bjelovar und RK Borac Banja Luka den Vortritt lassen musste, sollte er in den 1980er Jahren die jugoslawische Liga sowie den europäischen Handball beherrschen. Gemeinsam mit Spielern wie Veselin Vujović, Zlatko Portner und Mirko Bašić gewann er ab 1982 fünf Meisterschaften in Folge sowie ab 1980 viermal den Pokal. Im Europapokal der Landesmeister scheiterte er 1983 noch im Halbfinale an ZSKA Moskau. Ein Jahr darauf unterlag er im Siebenmeterwerfen im Finale Dukla Prag. 1985 und 1986 gewann er den Wettbewerb. Mit 1658 Toren ist er bis heute Rekordtorschütze von Šabac. 
Da jugoslawische Sportler zu dieser Zeit erst mit 27 Jahren ins Ausland wechseln durften, war Isaković nun bereit für diesen Schritt. Die folgenden beiden Spielzeiten lief er 1986 für den deutschen Bundesliga-Aufsteiger TSV Milbertshofen auf. Nach einem Jahr ging er nach Metaloplastika Šabac zurück. 1988 wechselte er zum französischen Verein US Créteil HB, mit dem er 1989 die Meisterschaft und den Coupe de France gewann. In dieser Saison erreichte er auch das Finale im Europapokal der Pokalsieger, wo er TUSEM Essen unterlag. Im und Europapokal der Landesmeister 1989/90 kam er noch einmal ins Halbfinale, scheiterte dort aber am FC Barcelona. Zur Saison 1991/92 ging er zu OM Vitrolles er das Finale im Coupe de France 1992 verlor. Da der Gegner HB Vénissieux Meister wurde, durfte Isaković, der mittlerweile Spielertrainer war, im Europapokal der Pokalsieger starten und gewann diesen Wettbewerb durch ein Finalsieg über KC Veszprém. Der Gewinn des Coupe de France 1993 war sein letzter Titel als Spieler. 1994 und 1996 wurde er als Trainer französischer Meister sowie 1995 erneut Pokalsieger.

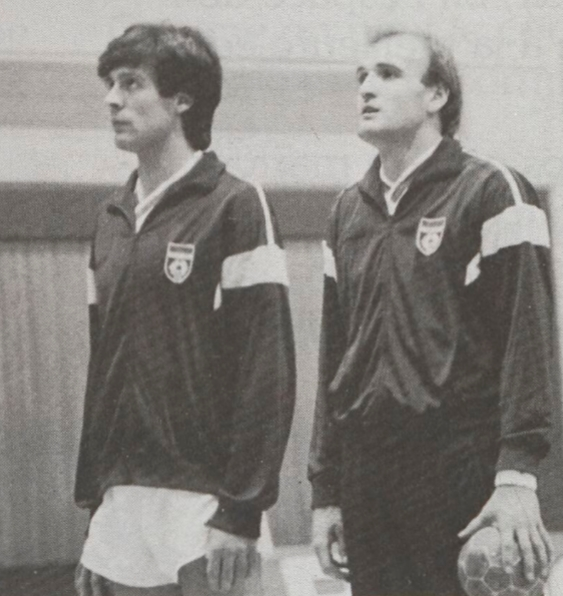
Mile Isaković (li.) und Zlatan Saračević im Jahr 1988.

Mit der Jugoslawischen Nationalmannschaft belegte Mile Isaković bei den Olympischen Spielen 1980 den sechsten Platz. Zwei Jahre darauf unterlag er im Finale der Weltmeisterschaft 1982 der Sowjetunion. Da diese die Olympischen Spiele 1984 in Los Angeles boykottierten, war der Weg zum Olympiasieg für Jugoslawien frei. Mit 39 Treffern, davon sechs beim 18:17-Finalsieg über Deutschland, wurde er drittbester Torschütze des Turniers. Bei der Weltmeisterschaft 1986 holte er sich erneut die Goldmedaille. Mile Isaković bestritt 190 Länderspiele, in denen er 734 Tore erzielte.

## Privates
Mile Isaković hat einen Bruder, Nenad. Dessen Tochter Sara Isakovič gewann bei den Olympischen Spielen 2008 in Peking Silber über 200 Meter Freistil.